# Liste der Träger des Bayerischen Verdienstordens/V

## V
1. Hans Vaillant, Fabrikant (verliehen am 21. Mai 1974)
2. Karl-Ernst Vaillant (1935–2022), Unternehmer (verliehen am 8. Juni 1988)
3. Wilhelm Vaillant (1909–1993), Film-Unternehmer, Mäzen und Arzt (verliehen am 9. Juni 1969)
4. Joseph Valenci, Universitätstanzlehrer (verliehen am 15. Dezember 1959)
5. Erich Valentin (1906–1993), Musikwissenschaftler (verliehen am 16. Juni 1971)
6. Helmut Valentin (1919–2008), Präsident der Bayerischen Akademie für Arbeits- und Sozialmedizin (verliehen am 20. Juni 1979)
7. Karl Vanselow (verliehen am 17. Mai 1963)
8. Astrid Varnay (1918–2006), Kammersängerin (verliehen am 25. Oktober 1967)
9. Hermann Veeh (* 1935), Landwirt und Instrumentenbauer (verliehen am 12. Juli 2017)
10. Friedrich Veit, Senator, Kirchenrat (verliehen am 16. Januar 1961)
11. Hanns Veit, Präsident a. D. (verliehen am 5. Juni 1968)
12. Günter Verheugen (* 1944), Politiker (verliehen 1997)
13. Michael Verhoeven (1938–2024), Regisseur, Autor (verliehen 2002)
14. Konstanze Vernon (1939–2013), ehemalige Primaballerina (verliehen am 24. Juni 1982)
15. Wilhelm Vershofen (1878–1960), Schriftsteller (verliehen am 15. Dezember 1959)
16. Oskar Vetter, Erster Werkleiter der Stadtwerke München, ehemaliger Stadtrat (verliehen am 30. Mai 1973)
17. Georg Vicedom (1903–1974), lutherischer Theologe und Missionswissenschaftler (verliehen am 7. Dezember 1964)
18. Johannes Viebig, Oberkirchenrat, Direktor der Evangelischen Akademie Tutzing i. R. (verliehen am 12. Juni 1980)
19. Joachim Vielmetter, Konsul, Geschäftsführer der Knorr-Bremse GmbH (verliehen am 9. Juni 1969)
20. Joe Viera (1932–2024), Jazzsaxophonist und -pädagoge (verliehen am 8. Juli 2021)
21. Albert Vierbach, Dompropst (verliehen am 17. November 1966)
22. Georg Vierbacher, Verwaltungsdirektor a. D. (verliehen am 21. Mai 1974)
23. Oskar Vierling (1904–1986), Physiker, Erfinder, Unternehmer und Hochschullehrer (verliehen am 20. Juni 1985)
24. Emil Vierlinger (1909–1984), Freier Mitarbeiter des Bayerischen Rundfunks (verliehen am 8. Juni 1977)
25. Heinrich Vierlinger, Brückenbauer zwischen Bayern und Böhmen (verliehen am 8. Juli 2021)
26. Hans Vießmann (1917–2002), Unternehmer, Vizepräsident der IHK Kassel (verliehen am 20. Juni 1979)
27. Monika Vieth, Gründerin der Außenstelle Forchheim des Weissen Rings (verliehen am 27. Juni 2018)
28. Lorenz Vilgertshofer (1900–1998), Staatssekretär a. D. (verliehen am 17. Mai 1963)
29. Alfred Vinzl, Direktor (verliehen am 8. Juni 1970)
30. Gustav Vischer (Oberkirchenrat), Oberkirchenrat (verliehen am 17. Mai 1963)
31. Vukota Višnjevac, ehemaliger Generalkonsul (verliehen am 4. Dezember 1985)
32. Ernst Hellmut Vits (1903–1970), Generaldirektor (verliehen am 9. Juni 1969)
33. Engelbert Völk, Architekt (verliehen am 21. Juni 1976)
34. Helmut Völkel, Oberkirchenrat (verliehen am 17. Dezember 2014)
35. Franz Völkl, Skifabrikant (verliehen am 21. Juni 1976)
36. Friedrich Völlinger (1895–1976), Praktischer Arzt (verliehen am 8. Juni 1972)
37. Reinhold Vöth (1930–1997), Intendant des Bayerischen Rundfunks, Staatssekretär a. D., ehemaliger MdL, Vizepräsident des Bayerischen Roten Kreuzes (verliehen am 5. Juni 1968)
38. Karl Vötterle (1903–1975), Verleger (verliehen am 13. Januar 1964)
39. Rudolf Voderholzer (* 1959), Theologe, Dogmatiker und römisch-katholischer Bischof von Regensburg (verliehen am 27. Juni 2018)
40. Adalbert Vogel, Prälat (verliehen am 8. Juni 1977)
41. Bonifatius Vogel OSB (1912–2004), Abt (verliehen am 8. Juni 1972)
42. Georg E. Vogel, Internist (verliehen am 14. Juli 2005)
43. Georg Konrad Vogel, Brauereibesitzer (verliehen am 6. Juni 1966)
44. Hanns Vogel (1912–2005), bayerischer Schriftsteller, Dramaturg und Theaterleiter (verliehen am 30. Mai 1973)
45. Hans-Jochen Vogel (1926–2020), Vorsitzender der SPD-Fraktion im Deutschen Bundestag, Bundesminister a. D. (verliehen am 22. Juni 1967)
46. Heinrich Vogel, Landwirt, Landtagsabgeordneter (verliehen am 14. Mai 1965)
47. Hermann Vogel (* 1934), Apotheker, Präsident der Bayerischen Landesapothekerkammer (verliehen am 23. Juli 1997)
48. Kurt Vogel (1888–1985), Mathematikhistoriker (verliehen am 7. Dezember 1964)
49. Ludwig Vogel, Verleger (verliehen am 8. Juni 1970)
50. Otto Vogel (1894–1983), ehemaliges Mitglied des Bayerischen Senats, Ehrenpräsident IHK (verliehen am 3. Juli 1959)
51. Theodor Vogel (1901–1977), Geschäftsführer (verliehen am 15. Dezember 1959)
52. Theodor Vogel, Präsident a. D. (verliehen am 8. Juni 1970)
53. Walter Vogel, Ministerialrat a. D., ehemaliger Geschäftsführer der Touropa (verliehen am 9. Juni 1969)
54. Hermann Vogelsang, Ministerialdirigent a. D. (verliehen am 7. Dezember 1964)
55. Oskar Vogelhuber (1878–1971), Ministerialrat a. D. (verliehen am 15. Dezember 1959)
56. Wolfgang Vogelsgesang (1932–2000), Stadtrat, Buchbindermeister (verliehen am 28. Juni 1984)
57. Ludwig Vogl, Publizist (verliehen am 16. Juni 1971)
58. Günter Voglsamer (1918–2004), Maler und Präsident der Akademie der Bildenden Künste Nürnberg (verliehen am 18. Juni 1975)
59. Hans Vogt (1890–1979), Fabrikant (verliehen am 15. Dezember 1959)
60. Josef Vogt, Handwerksmeister (verliehen am 30. Juni 1983)
61. Karl-Heinz Vogt (1919–1988), ehemaliger Bundestagsabgeordneter MdB, Angestellter (verliehen am 5. Juni 1968)
62. Otto Vogt, Oberstudiendirektor a. D. (verliehen am 21. Mai 1974)
63. Miriam Vogt (* 1967), ehemalige Skirennläuferin (verliehen am 12. Juli 2017)
64. Edith von Voigtländer (1892–1978), Violinistin (verliehen am 9. Mai 1961)
65. Otto Voisard (1927–1992), Vorstandsvorsitzender (verliehen am 25. Juni 1981)
66. Richard Voit, Senator, Vorstandsmitglied (verliehen am 17. Mai 1963)
67. Falk Volkhardt (1925–2001), Hotelkaufmann (verliehen am 19. Juni 1986)
68. Philipp Vollkommer (1928–2017), MdL, selbständiger Einzelhandelskaufmann (verliehen am 12. Juni 1980)
69. Margarete Vollmar, Mitarbeiterin der Pfennigparade (verliehen am 24. Juni 1982)
70. Christine Vollmer, Mitglied im Vorstand der Marilies-Schleicher-Stiftung, ehem. 1. Vorsitzende des Vereins „IN VIA Katholische Mädchensozialarbeit e. V.“, Präsidentin des Landgerichts Aschaffenburg a. D. (verliehen am 14. Oktober 2015)
71. Helmut Volz (verliehen am 22. Juni 1967)
72. Hans Vontobel (1916–2016), Ehrenvorsitzender der Handelskammer Deutschland-Schweiz (verliehen am 8. Juni 1988)
73. Maximilian von Vopelius, ehemaliges Vorstandsmitglied (verliehen am 25. Juni 1981)
74. August Vordemfelde (1880–1972), Fabrikant (verliehen am 3. Juli 1959)
75. Wilhelm Vorndran (1924–2012), Staatssekretär im Bayerischen Staatsministerium der Justiz, MdL (verliehen am 5. Juni 1968)
76. Wolfram Vorndran († 2008), Unternehmer (verliehen am 4. Juli 1991)
77. Friedrich Voss (1931–2012), Parl. Staatssekretär beim Bundesminister der Finanzen, MdB (verliehen am 16. Juli 1987)
78. Reinhold Vöth (1930–1997), Rundfunkintendant (verliehen 1968)
79. Franz Vranitzky (* 1937), österreichischer Bundeskanzler (verliehen am 4. Juni 1991)
80. Georg von der Vring (1889–1968), Schriftsteller (verliehen am 13. Dezember 1965)